# Otto Evens

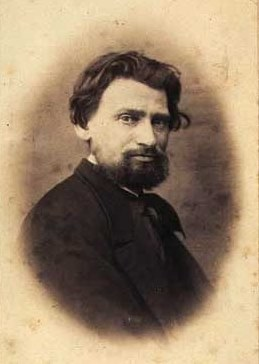
Otto Evens

Otto Frederik Theobald Evens, född 16 februari 1826, död 21 november 1895, var en dansk skulptör.
Otto Evens utbildade sig under Herman Wilhelm Bissens ledning och fick även tillfälle att vistas flera år i Italien. Han utförde åtskilliga statyer och statygrupper som utmärker sig för sin enkelhet och friskhet. Bland hans verk märks Den förlorade sonen, Vilande jägare med hund, samt Ewald och Wessel på Trinitatis kyrkogård i Köpenhamn.